# 閉箭石
閉箭石（學名：Phragmoteuthis）是生存在晚三疊紀至早侏羅紀海洋中的一屬箭石。其軟組織在一些標本中有保存下來，包括墨囊、鰓等構造。牠們擁有一個位於體內的閉錐和十條觸腕。其化石分布於澳大利亞和瑞士等地。

## 物種
- Phragmoteuthis bisinuata (Bronn, 1859)
- Phragmoteuthis conocauda (Quenstedt, 1849)
- Phragmoteuthis huxleyi Donovan, 2006
- Phragmoteuthis montefiorei (Buckman, 1880)
- ?Phragmoteuthis ticinensis Rieber, 1970